# Hamzoaia, Neamț
Hamzoaia este un sat în comuna Tașca din județul Neamț, Moldova, România.

## Etimologie
Denumirea satului Hamzoaia vine de la vijeliosul pârâu Hamzoaia, care de multe ori părăsește albia aducând din amonte pietre mari, radăcini și arbori.
 Acest articol despre o localitate din județul Neamț este deocamdată un ciot. Puteți ajuta Wikipedia prin completarea lui.